# داگلاس مایا
داگلاس مایا (به پرتغالی: Douglas Maia) هافبک اهل برزیل است که در شهر Arapongas و در تاریخ ۱۲ آوریل ۱۹۸۹ به دنیا آمده‌است.
داگلاس مایا در تیم‌های فوتبال Atlético Paranaense سابقهٔ حضور دارد.